# Syzygium tenuirame
Syzygium tenuirame är en myrtenväxtart som först beskrevs av Friedrich Anton Wilhelm Miquel, och fick sitt nu gällande namn av Elmer Drew Merrill. Syzygium tenuirame ingår i släktet Syzygium och familjen myrtenväxter. Inga underarter finns listade i Catalogue of Life.